# Jonathan Best
Pour les articles homonymes, voir Best.

a Compétitions nationales et continentales officielles uniquement.

b Matchs officiels uniquement.
Dernière mise à jour le 24 mars 2022.
Jonathan Best, né le 2 août 1983 à Romans-sur-Isère, est un joueur international algérien de rugby à XV qui évolue au poste de troisième ligne centre, troisième ligne aile ou deuxième ligne.

## Biographie
Il est scolarisé à l'école primaire de Margès dans la Drôme, puis au collège André Malraux en classe CHAM (classe à horaires aménagés musique) de Romans sur Isère et enfin au lycée Saint Maurice toujours à Romans. Il poursuit ses études à l'Université Joseph Fourier à Grenoble. Il sort de l'université avec un Master 2 SEST (Stratégies économique du sport et du tourisme).
Il était bon élève et a eu son baccalauréat avec un an d'avance. Les matières qu'il aimait particulièrement étaient la peinture, le dessin, la physique-chimie, les mathématiques pour la rigueur et la musique (il a joué de la trompette au conservatoire de Romans de 1993 à 1997).
À 7 ans, il joue pour la première fois au rugby et deviendra professionnel à 22 ans. Il commence le rugby à l'US Romans Péage et porte le maillot à damiers qui devient le symbole de ses premiers pas dans le rugby, puis il intègre les équipes jeunes du FC Grenoble. Il participe à la remontée du club en élite en passant par la Fédérale 1 (2005-2006), la Pro D2 (2006-2012) et enfin le Top 14 (2012-2017).
Le troisième ligne a gravi donc tous les échelons et joue son 200e match avec le club le 2 novembre 2013.
Entre-temps, il est sélectionné sous le maillot de l'équipe de France universitaire en 2006[réf. nécessaire], et participe à un match sous le maillot des Barbarians français en 2013,.
Depuis novembre 2013, il est rédacteur sur le site de la Boucherie Ovalie. Il a par la suite créé un média centré sur le sport à Grenoble et alentours (LSD le sport dauphinois), lancé le 15 juillet 2015 avec Hugo Galatioto.
Très actif sur les réseaux sociaux, il est nommé « joueur digital de l'année » à la Nuit du rugby, le 10 octobre 2016.
Il est libéré d'un commun accord à sa demande par le FC Grenoble, à la fin du mois de novembre 2016 ; il totalise alors 240 matchs avec l'équipe première du club isérois, dont 214 en division professionnelle, et 306 au total toutes catégories confondues. Il signe ensuite en tant que joueur supplémentaire avec l'AS Béziers le 27 décembre 2016.
En 2017, il est sélectionné par le XV d'Algérie.
En février 2021, il annonce prendre sa retraite professionnelle à la fin de la saison, s'engageant à la même occasion avec le Rugby Club romanais péageois, second club de sa ville natale, après son club formateur de l'Union sportive romanaise et péageoise,,. Il dispute une saison avec ce club en Fédérale 3, avant d'arrêter définitivement le rugby en juin 2022.

## Carrière

### Clubs successifs
- 1990-1998 : US Romans Péage
- 2002-2017 : FC Grenoble
- 2017-2021 : AS Béziers
- 2021-2022 : RC Romans Péage (amateur)

### En équipe nationale
Il a honoré sa première cape internationale en équipe d'Algérie le 4 novembre 2017 contre l'équipe de Zambie lors de la Rugby Africa Bronze Cup en Zambie. 

## Statistiques en équipe nationale
- International algérien : 8 sélections depuis 2017[14]
- Sélections par année : 2 en 2017[15], 3 en 2018[16],[17],[18], 2 en 2021[19],[20], 1 en 2022

## Palmarès

### En sélection
- Champion d’Afrique Bronze Cup 2017
- Champion d’Afrique Silver Cup 2018

### En club
- Champion de France universitaire 2003
- Avec le FC Grenoble: champion de France de Pro D2 (2012)

### Distinctions personnelles
- Joueur digital de l'année 2016 (titre décerné lors de la Nuit du rugby 2016)
- Oscar midi olympique en décembre 2012
- Sportif de l'Isère en 2013 (distinction du Dauphiné Libéré)